# St. Notburga (Rahser)

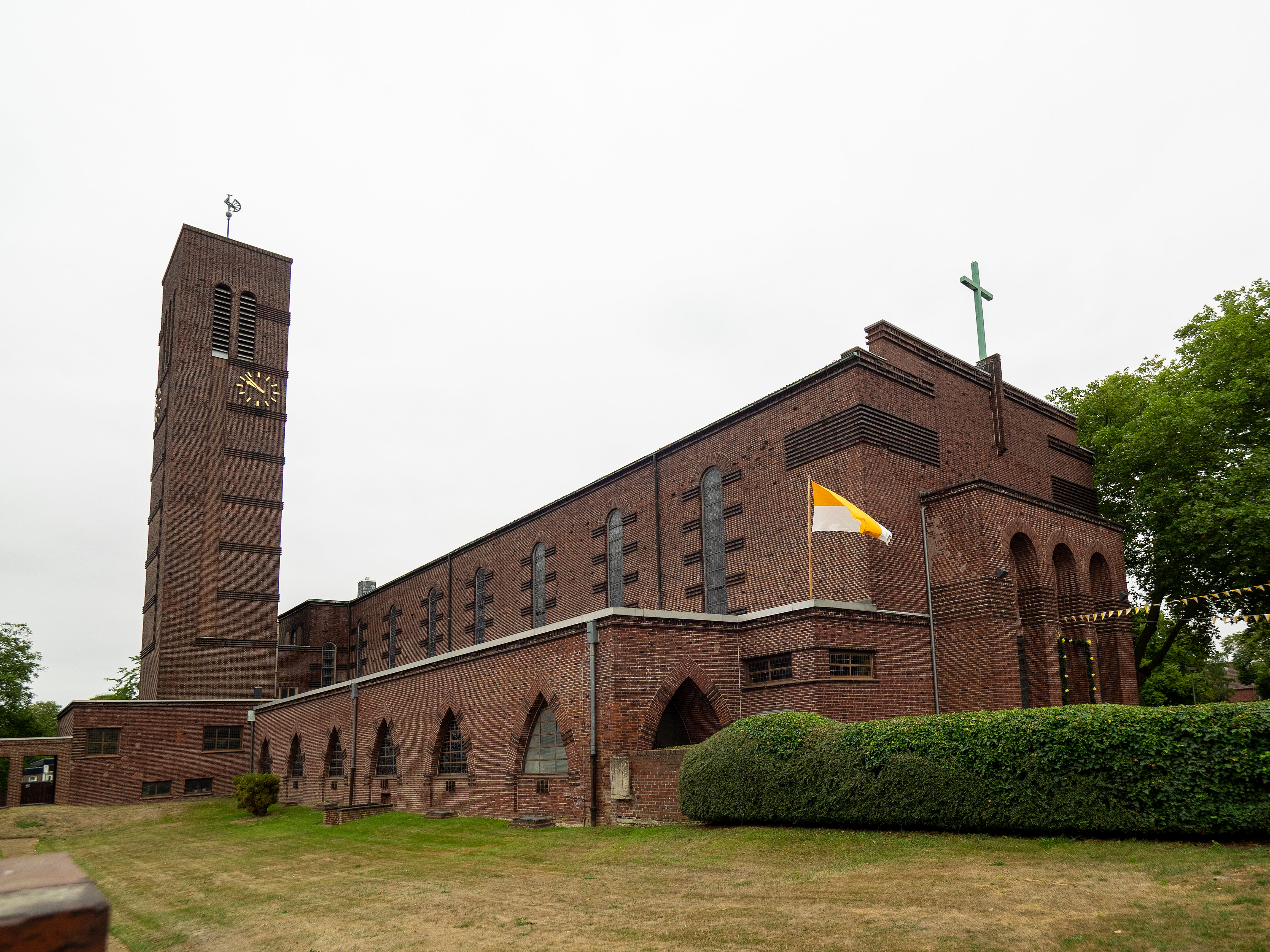
St. Notburga in Rahser

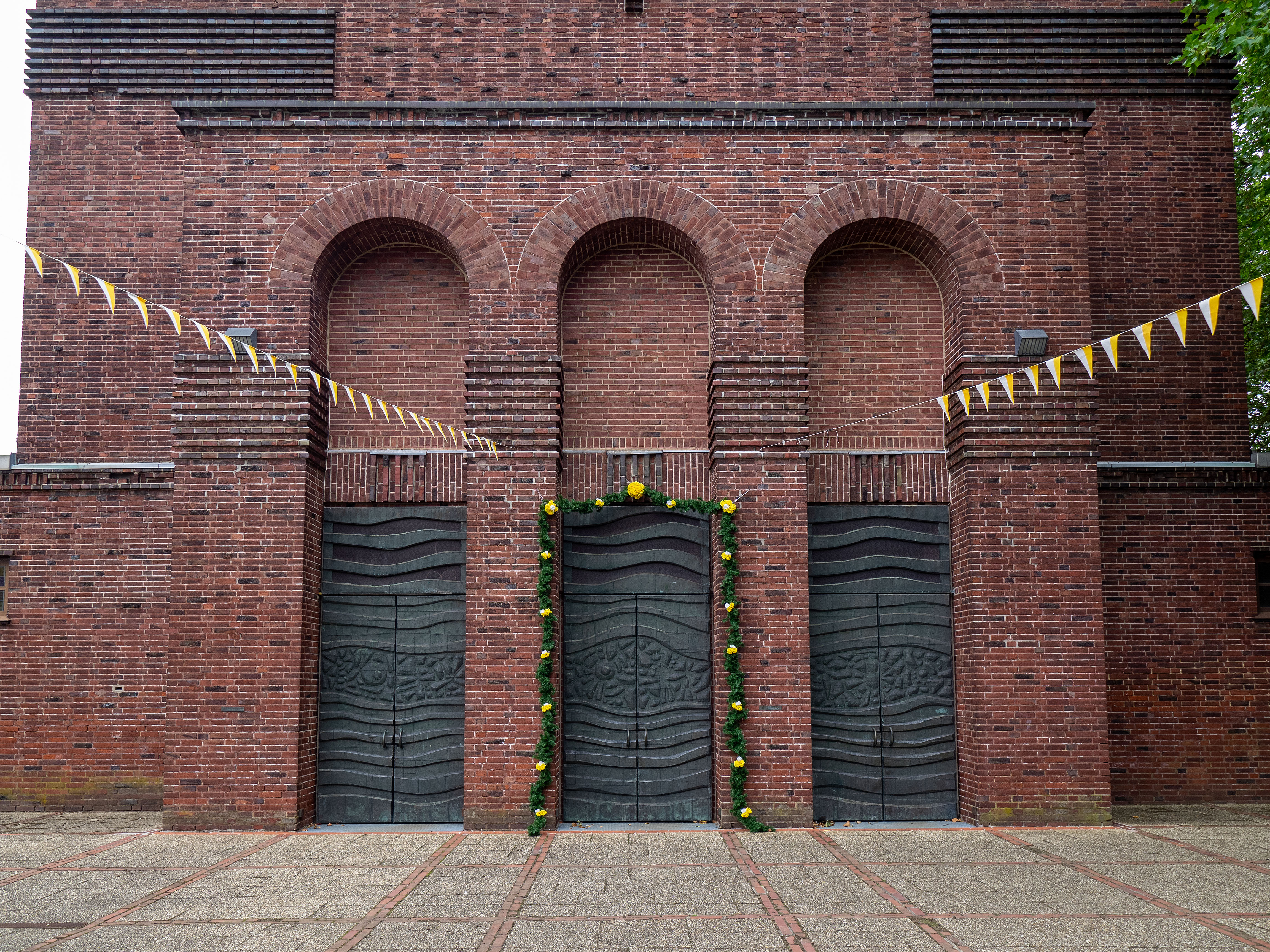
Hauptportal

St. Notburga ist eine römisch-katholische Filialkirche in Rahser, einem Ortsteil des Stadtbezirks Alt-Viersen in der Stadt Viersen im Kreis Viersen in Nordrhein-Westfalen.
Die Kirche ist unter Nummer 368 in die Liste der Baudenkmäler in Viersen eingetragen, steht unter dem Patronat der hl. Notburga von Rattenberg (Gedenktag 13. September) und wurde 1928 bis 1929 nach Plänen von Paul Sültenfuß und Kuno Seidel errichtet. 
St. Notburga gehört zur Pfarre St. Remigius Viersen. 

## Geschichte
Die Honschaft Rahser gehörte seit jeher zur Pfarre St. Remigius Viersen und besaß ursprünglich keine eigene Kirche. Erst mit der zunehmenden Industrialisierung siedelten in Rahser immer mehr Menschen, sodass die Einwohnerzahl stetig stieg. Auf Initiative des damaligen Pfarrers von St. Remigius, Ludwig Stroux, gründete sich am 21. März 1909 ein Kirchenbauverein, der fortan Mittel zum Bau einer Kirche in Rahser sammelte. 1914 beauftragte man den Düsseldorfer Architekten Josef Kleesattel mit der Planung einer Kirche. Er legte auch Pläne für eine Kirche im Stil der Neuromanik vor, aufgrund des Ersten Weltkriegs und der anschließenden Inflation mussten diese Planungen verworfen werden. 1923 nahm Pfr. Michael Schüten, Nachfolger von Pfr. Stroux, die Pläne zum Bau einer Kirche wieder auf und ließ im bereits 1902 erbauten Notburgahaus eine Notkirche einrichten. Am 3. Juli 1923 genehmigte der Erzbischof von Köln Karl Joseph Kardinal Schulte die Errichtung des Rektorates St. Notburga, womit Rahser eine gewisse Selbstständigkeit erhielt. Das Patrozinium der heiligen Notburga war ein Wunsch von Kardinal Schulte, da es damals im Erzbistum Köln noch keine Kirche mit diesem Namen gab. Viersen gehört erst seit 1930 zum Bistum Aachen.
1927 wurde seitens der Gemeinde der Kirchenbau ausgeschrieben, eine Jury entschied sich für die moderne Baukonzeption der beiden Düsseldorfer Architekten Paul Sültenfuß und Kuno Seidel, die schließlich mit der Planung der heutigen Kirche beauftragt wurden. Die Grundsteinlegung fand am 29. Juni 1928 statt. Nach einjähriger Bauzeit war das neue Gotteshaus bereits fertiggestellt und wurde am 15. September 1929 geweiht. 
Zum 1. November 1948 wurde St. Notburga zur Pfarre erhoben und die Kirche damit Pfarrkirche.
1964 wurde der bis dahin noch unveränderte Innenraum stark verändert. Es wurde eine Rabitz-Faltdecke eingezogen, die Chorrückwand verändert, die bislang spitzbogigen Arkaden zu den Seitenschiffen rundbogig umgebaut und der Altarraum nach den Vorgaben der Liturgiereform in Folge des Zweiten Vatikanischen Konzils umgestaltet. Die Pläne zu diesen Umbauten lieferte Architekt Heinz Dohmen aus Mönchengladbach.
Die Pfarre St. Notburga wurde zum 1. Januar 2010 aufgelöst und wieder der Mutterpfarre St. Remigius als Filialgemeinde eingegliedert.

## Baubeschreibung
St. Notburga ist eine dreischiffige Basilika in Formen des Backsteinexpressionismus. Im Gegensatz zum breiten Mittelschiff sind die beiden Seitenschiffe sehr schmal und niedrig ausgebildet. Der hohe und schlanke Glockenturm ist seitlich an das nördliche Seitenschiff angebaut.

## Ausstattung
Der Altar wurde nach einem Entwurf von Heinz Döhmen angefertigt und am 17. Juli 1964 geweiht. Der aus Bronze geschaffene Tabernakel ist ein Werk von Egino Weinert aus dem Jahr 1985, er schuf ebenfalls die Kreuzwegstationen und einen Gnadenstuhl. Den Taufstein schuf Siegfried Dammrath 1966. Die Buntglasfenster schuf Maria Katzgrau 1950.
Von der ursprünglichen Ausstattung ist die Orgel erhalten geblieben, sie wurde 1938 von der Orgelbauwerkstatt Romanus Seifert & Sohn erbaut.

## Pfarrer
Folgende Priester wirkten bis zur Auflösung der Pfarre 2010 als Rektoren bzw. seit 1948 als Pfarrer an St. Notburga
- 1923–1958: Franz Lambertz
- 1958–1985: Andreas Dangela
- 1985–2007: Horst Ewald
- 2007–2010: Stephan Gedden